# Seregno
Seregno é uma comuna italiana da região da Lombardia, província de Monza e Brianza, com cerca de 40.001 habitantes. Estende-se por uma área de 13 km², tendo uma densidade populacional de 2953 hab/km². Faz fronteira com Mariano Comense (CO), Giussano, Carate Brianza, Cabiate (CO), Meda, Albiate, Seveso, Cesano Maderno, Lissone, Desio.

## Demografia
| Variação demográfica do município entre 1861 e 2011                               |
|                                                                                   |
| Fonte: Istituto Nazionale di Statistica (ISTAT) - Elaboração gráfica da Wikipedia |